# Mårten Eriksson
Lars Mårten Eriksson, född 19 september 1969 i Nederkalix församling i Norrbottens län, är en svensk musiker, låtskrivare, ljudtekniker samt musikproducent bosatt i Örnsköldsvik. Mårten utgör tillsammans med Lina Eriksson låtskrivarteamet Fanclub Production. Mårten Eriksson mixar och producerar såväl svenska som internationella artister.På 1990-talet var han aktiv i bandet Mårtens hjältar.
Han har tillsammans med Lina Eriksson skrivit en rad låtar till Johan Palms debutalbum. Låten Emma-lee som toppade listorna på kort tid har paret skrivit.
De har även skrivit till Alexander Rybak.

## Idol
Vinnarlåten 2007 "This moment" framförd av Marie Picasso. Text och musik Mårten Eriksson, Lina Eriksson och Oscar Merner.

## Melodifestivalbidrag
- Melodifestivalen 1996 - "Förlorad igen" framförd av Mårten Eriksson själv. (Placering 4:a.)
- Melodifestivalen 2003 - "Genom eld och vatten" framförd av Sarek.
- Melodifestivalen 2006 - "The name of love" framförd av Magnus Bäcklund.
- Melodifestivalen 2007 - "Kom" framförd av Jessica Andersson.
- Melodifestivalen 2008 - "I lågornas sken"som framfördes av Nordman
- Melodifestivalen 2009 - "Sweet kissin’ in the moonlight" som framfördes av Torleifs
- Melodifestivalen 2010 - "Åt helvete för sent", (Antagen men senare diskvalificerad), Sara Löfgren och Mathias Holmgren
- Melodifestivalen 2012 - "Salt & pepper", framförd av Marie Serneholt
- Melodifestivalen 2012 - "Baby doll", framförd av Top cats

## ESC
- ESC 2010 - "It's for you"  - Irlands bidrag framförd av Niamh Kavanagh.